# Köbes

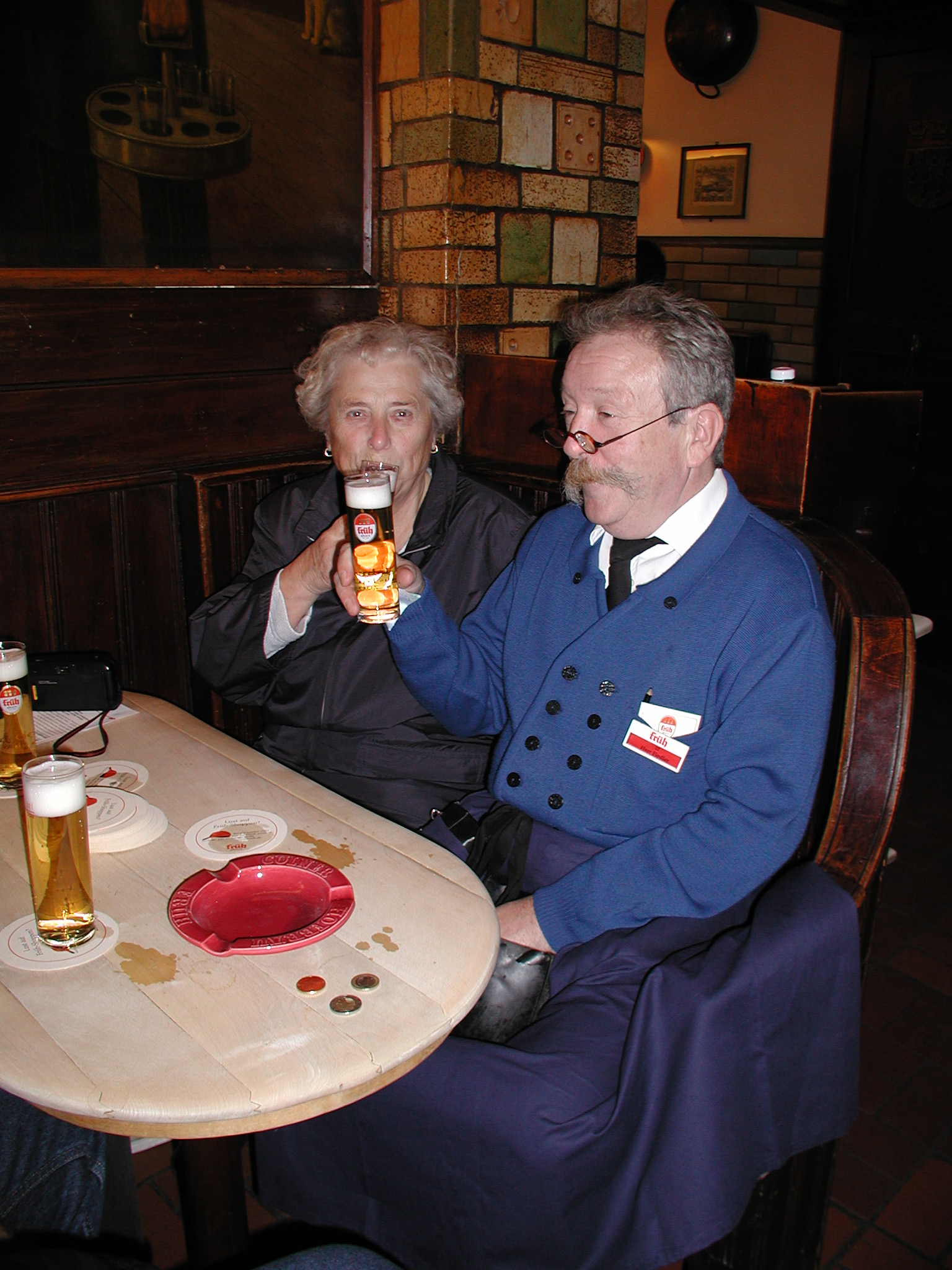
Köbes im Kölner Brauhaus Früh nach Feierabend (2010)

Als Köbes wird seit etwa dem 19. Jahrhundert ein Kellner bezeichnet, der in Brauhäusern in Köln, Bonn, Düsseldorf oder Krefeld Bier serviert. Traditionell trägt er eine blaue Schürze aus Leinen mit einer umgeschnallten ledernen Geldtasche.

## Herkunft

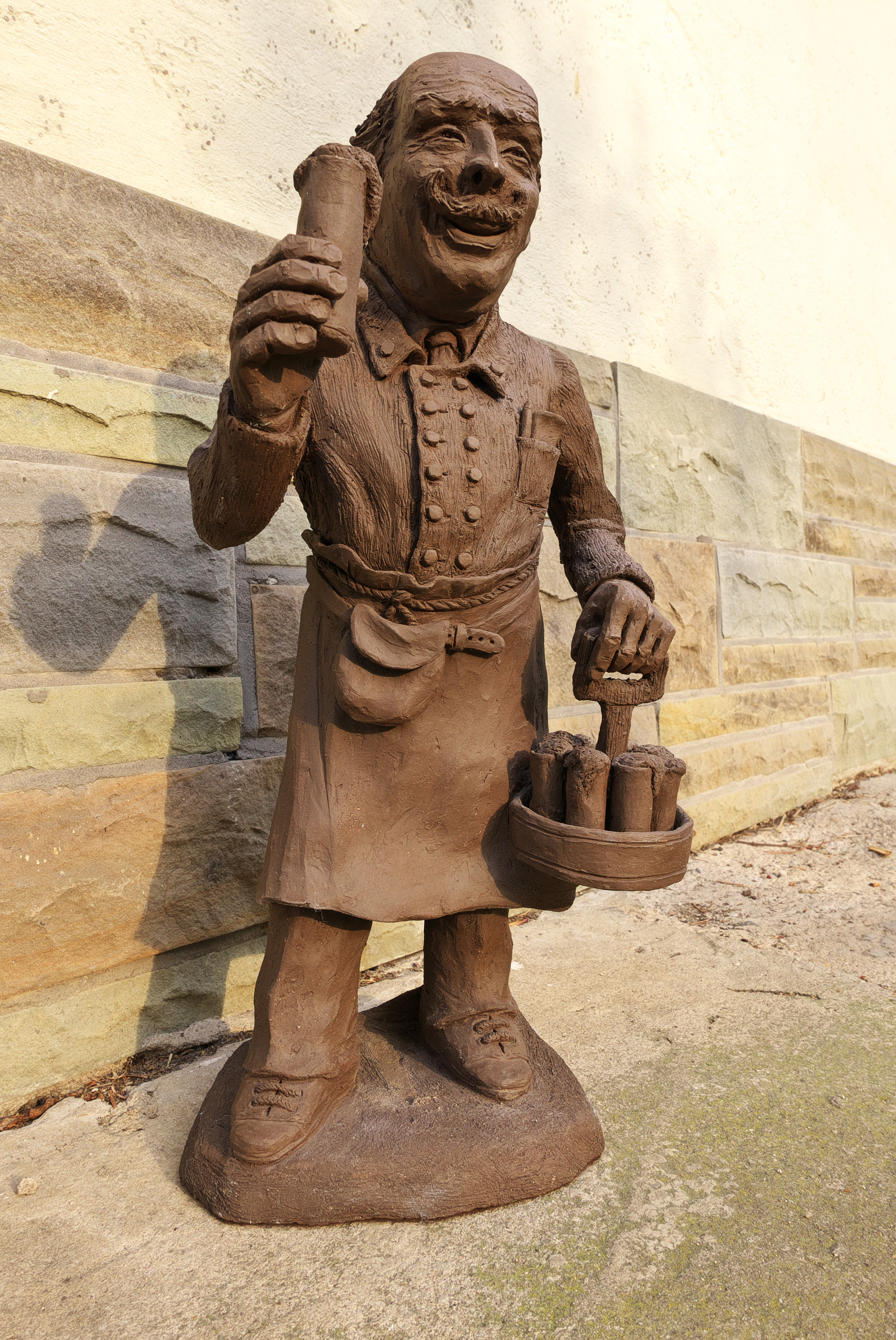
Kölner Köbes, Tonstatue der Bildhauerin Hildegard Neunkirchen aus Unkel (2005)
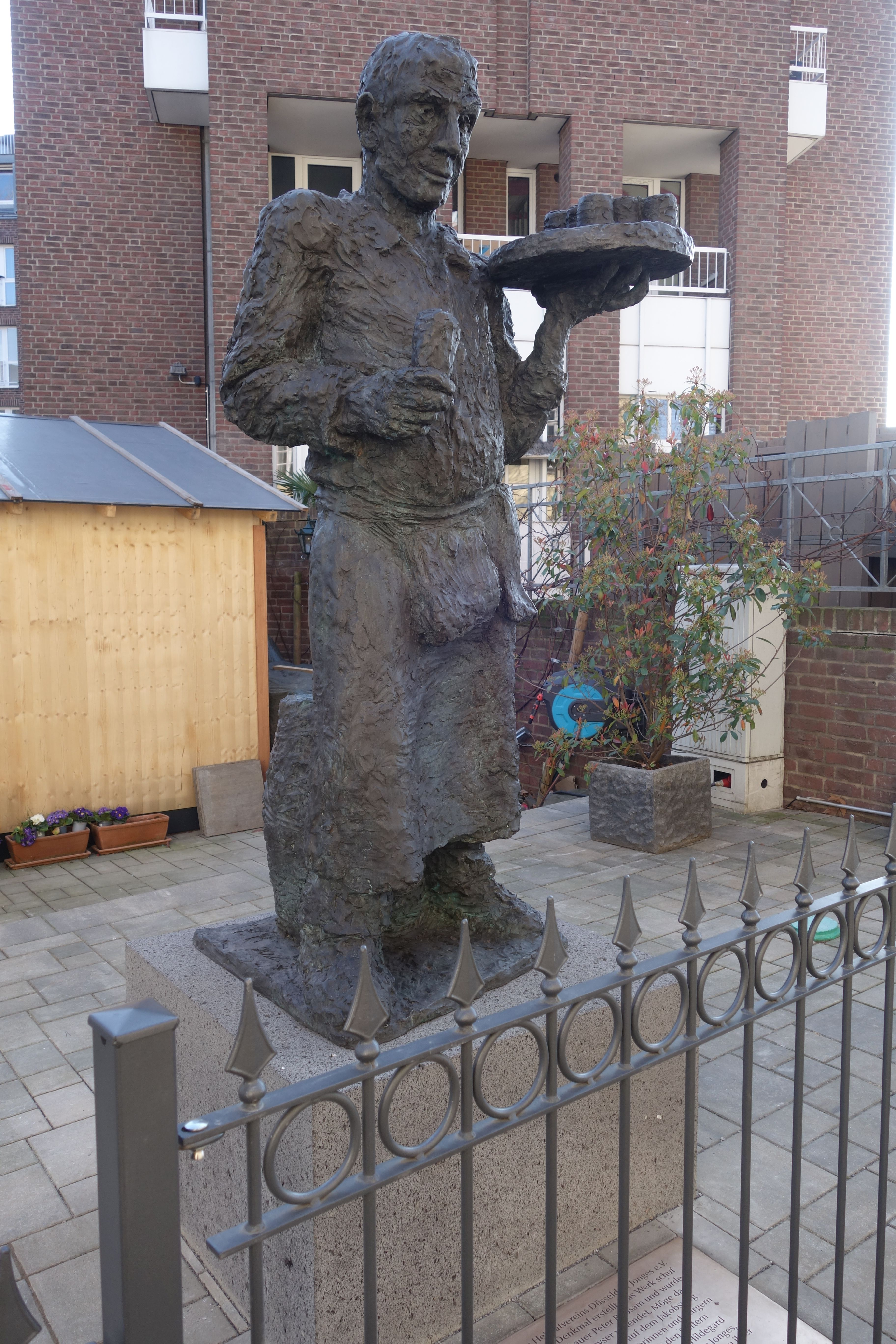
Düsseldorfer Köbes, Bronzestatue des Bildhauers Peter Rübsam (2024)

Köbes ist die kölsche Form von Jakob und gleichermaßen auch in anderen Dialekten im Rheinland vertreten, wird aber gelegentlich auch in der Nebenbedeutung „eigensinniger, kantiger oder vierschrötiger Mensch“ verwendet.
Teilnehmer des im März 1987 abgehaltenen Kongresses Köln als Pilgerziel und Sammelpunkt der Jakobspilger, die nach dem Tagungsende im Brauhaus Sion zusammensaßen, entwickelten eine Theorie, die als Legende und kölsches Erzählgut schon seit Jahrzehnten in Umlauf war. Der Ursprung des Begriffs sei in der Pilgerfahrt zum Grab des heiligen Jakobus im spanischen Santiago de Compostela zu finden. Zurückkehrende oder durchreisende Pilger hätten in den Wirtschaften so viel von ihrer Reise zu erzählen gewusst, dass sie von den Wirten schließlich angestellt worden seien. Diese Deutung wurde 2003 von den Sachbuchautoren Franz Mathar und Karl-Heinz Schrörs in die einschlägige Literatur aufgenommen. Diese Herleitung ist aufgrund anderer Quellen weder geographisch noch zeitlich haltbar; wahrscheinlicher ist eine Herkunft aus der Nebenbedeutung des Worts oder von einer bestimmten Person.
Ein Köbes gehört auch zu den weihnachtlichen Tonfiguren der Brauer-Krippe in der Kölner Basilika St. Andreas, entworfen von der Unkeler Bildhauerin Hildegard Neunkirchen, auf Initiative der St. Peter von Mailand-Bruderschaft und Franz Mathar. Die Brauer-Krippe befindet sich im linken Seitenschiff von St. Andreas in der Kapelle St. Petrus von Mailand, dem Schutzheiligen der Kölner Brauer.

## Auftreten
Der Köbes und seine Art zu servieren gehören zur typisch rheinischen Brauhauskultur. Wenn ein Bierglas leer ist, stellt der Köbes ohne Bestellung ein neues Glas hin, es sei denn, der Gast legt einen Bierdeckel auf das Glas oder signalisiert, dass er zahlen will. Die oft ruppige Art der Köbesse wird auf die in besucherfreundlicher Gastronomie wenig geschulten Brauknechte, die auch im Schankraum bedienen mussten, zurückgeführt:
„In Köln war alles anders. […] Man bestellt kein Kölsch in einem Brauhaus, man bekommt es zugeteilt. Ebenso wenig ist der Köbes ein Kellner, sondern ein Brauereigehilfe, dessen Stolz es ausschließt, Bier an Tische zu tragen. Sofern sich Kölner allerdings an Regeln halten, was selten genug der Fall ist, tun sie es in Erwartung der damit verbundenen Ausnahme, deren eine besagt, dass Köbesse letzten Endes doch Bier an Tische tragen, weil sie Unternehmer sind und ergo keine Kellner. […] An einen Köbes musst du glauben wie an die Vorsehung oder den Erzengel Gabriel. Dann wird alles gut.“

## Varianten
Das Pendant zum Köbes ist der Zappes, der Zapfkellner, der das Bier aus dem Fass an den Köbes oder vereinzelt auch direkt an Gäste ausschenkt. Die Funktion des Zappes kann von den Köbessen abwechselnd ausgeführt werden. Da Köbesse wie andere Gastronomiebedienstete zu einem nicht unerheblichen Teil von Trinkgeld leben, beteiligen sie den Dauer-Zappes oft an ihren Einnahmen.
Der Köbes war früher auch der Lehrling in einer Brauerei. Tagsüber half er beim Brauen, abends bediente er in der Schankstube. Beschränkte sich seine Aufgabe dort auf das reine Befüllen der Biergläser, wurde auch er als „Zappjung“ (Zapfjunge) bezeichnet.
Heute finden sich vereinzelt auch Frauen, die in typischer Köbes-Kleidung bedienen und gelegentlich als Köbine bezeichnet werden.

## Orte
Traditionelle Köbesse findet man heute noch in:

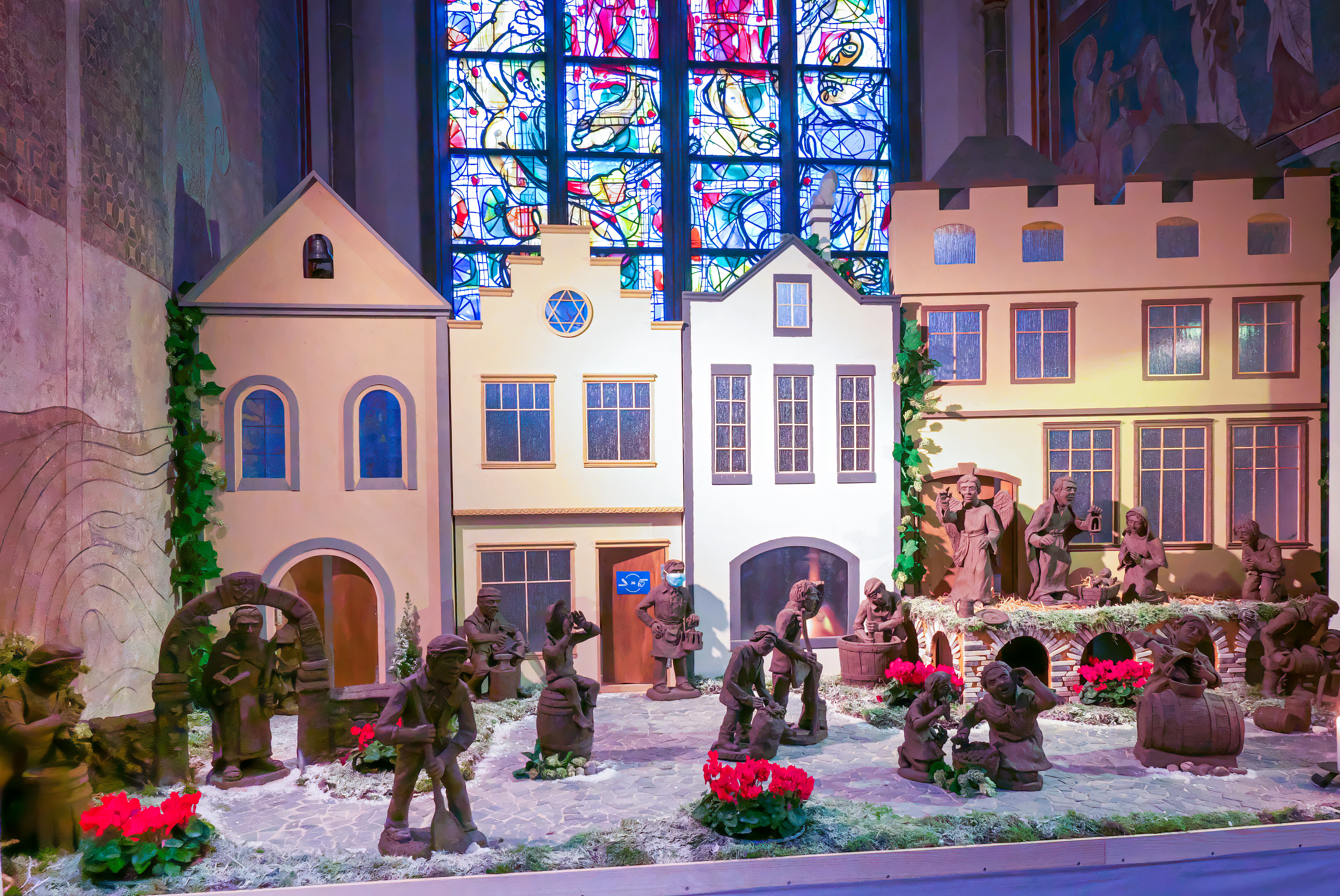
Kölscher-Köbes (mit Covid-19-Schutzmaske) in der Brauer-Krippe der Kölner Dominikaner-Kirche St. Andreas (Januar 2022)

- Düsseldorf: Frankenheim, Füchschen, Uerige, Schumacher, Schlösser, Brauerei zum Schlüssel u. a.
- Köln: Früh, Gaffel, Gilden im Zims, Lommerzheim, Malzmühle, Max Stark, Päffgen, Reissdorf, Schreckenskammer, Sion, Haus Töller u. a.
- Krefeld: Gleumes, (ehemals) Herbst Pitt, Wienges

## Der Köbes als Namensgeber
Der Köbes ist assoziativer Namensgeber für eine Vielzahl von Begriffen. In Köln und im weiteren Umland heißen sowohl einige Dutzend Gasthäuser „Zum Köbes“ oder ähnlich als auch mindestens eine Karnevalsgesellschaft. Außerdem heißt die Hausband der Kölner Stunksitzung Köbes Underground. Köbes ist außerdem der Name eines Kölner Kräuterbitters. Der Journalist und Autor Rüdiger Liedtke hatte im Jahr 2014 im Emons Verlag ein Brettspiel herausgegeben, das die Spieler in die Rolle eines Köbes in einem typischen Kölner Brauhaus versetzt, der seine Gäste mit Kölsch versorgen muss. Das Institut für deutsche Sprache und Literatur II der philosophischen Fakultät der Universität zu Köln veröffentlicht die „Kölner Beiträge zur Sprachdidaktik“ unter der Kurzbezeichnung KöBeS.